# 科拉帕卢尔
科拉帕卢尔（Kolappalur），是印度泰米尔纳德邦埃罗德县的一个城镇。总人口8717（2001年）。

## 人口
该地2001年总人口8717人，其中男性4316人，女性4401人；0—6岁人口861人，其中男426人，女435人；识字率59.01%，其中男性为68.37%，女性为49.83%。